# Bertil Sundstedt
Per Bertil Sundstedt, född 21 juni 1948 i Boden, Norrbottens län, är en svensk målare, skulptör, pedagog och konstskribent.
Bertil Sundstedt studerade oljemåleri för Tex Berg 1963-1966, på Konstfack 1970-1971 och utbildade sig till teckningslärare. Han var 1988-1990 informatör för Konst där vi bor vid Statens konstråd och hade även ett förordnande som Norrbottens förste länskonstnär 1991-1993. Han är sedan 1997 lärare på konstskolan i Sunderbyn-Luleå. 
Sundstedt är initiativtagare till, och tidigare ansvarig utgivare av, kulturtidskriften och förlaget Hjärnstorm. 
Han är representerad i samlingar hos Malmö konstmuseum, Norrbottens museum och Norrbottens Länsförsäkringar.